# Melanolophia synargilaria
Melanolophia synargilaria là một loài bướm đêm trong họ Geometridae.